# Belén Díaz
Belén Díaz (Necochea, julio de 1995) es una ex nadadora argentina. Representó a su país en los Juegos Panamericanos de 2015 en Toronto. Es la ex poseedora del récord argentino en 50m mariposa en piscina corta.

## Comienzos
Dio sus primeras brazadas a los 6 años en la piscina del Natatorio Palestra en la Ciudad de Necochea. Su primer entrenador fue Marcelo Yuri Quaglia, quien además fue el entrenador de Eduardo Germán Otero.

## Familia
No viene de una familia de deportistas, pero sí su hermano Gabriel Diaz Fabiero fue nadador de la Selección Argentina juvenil y del Club River Plate bajo las órdenes de Orlando "Tato" Moccagatta (exentrenador de José Meolans)

## Universiadas
Belén participó de la XXIX Universiada Taipéi 2017  y la XXX Universiada Nápoles 2019 representando a FEDUA.

## Juegos Panamericanos
Participó en los Juegos Panamericanos de Toronto 2015. Finalizó 11.a en los 100 metros mariposa y 4.a en el relevo 4 x 100 medley.

## Campeonato Sudamericano de Natación
- Campeonato Sudamericano de Natación de 2014 (Mar del Plata).
- Campeonato Sudamericano de Mayores 2016 (Paraguay).
- Campeonato Sudamericano de Natación Absoluto (Trujillo).

## Juegos ODESUR
Participó en los Juegos Suramericanos de 2014 en Chile, en los que obtuvo una medalla de plata en el relevo 4 x 100 medley y una medalla de bronce en el relevo 4 x 100 libres. Realizó el ex récord argentino en 100 m mariposa con 1:00.00 en piscina de 50m.

## Otras competencias internacionales
- Marenostrum (Canet, BCN, Mónaco)
- Brazil Swimmming Trophy (Río de Janeiro)
- Troféu José Finkel
- Copa España (Santiago, Chile)
- Raia Rápida (Río de Janeiro)

## Distinciones
- Premio Lobo de Mar 2018 "Mejor nadadora del año".
- Premios Puente Colgante oro 2013, 2014 y 2015  "Mejor deportista del año".